# Alice Maria Arzuffi
Alice Maria Arzuffi (Giussano, 19 de noviembre de 1994) es una deportista italiana que compite en ciclismo en las modalidades de ruta y grava. Ganó una medalla de bronce en el Campeonato Europeo de Ciclismo en Grava de 2024.

## Medallero internacional
| Campeonato Europeo | Campeonato Europeo | Campeonato Europeo | Campeonato Europeo |
| Año                | Lugar              | Medalla            | Competición        |
| ------------------ | ------------------ | ------------------ | ------------------ |
| 2024               | Asiago (Italia)    | Medalla de bronce  | Individual         |

## Palmarés
2024
- 3.ª en el Campeonato Europeo en Grava